# Crockers Plattschwanz
Die Crockers Plattschwanz (Laticauda crockeri), auch als Crocker-Seeschlange bezeichnet, ist eine Schlangenart aus der Gattung der Plattschwänze (Laticauda) innerhalb der Familie der Giftnattern (Elapidae), die auf der Insel Rennell in Ozeanien endemisch ist.

## Taxonomie und Systematik
Die Art wurde erstmals 1934 von Joseph R. Slevin wissenschaftlich beschrieben und nach dem US-amerikanischen Eisenbahnmagnaten Charles Templeton Crocker benannt. Sie ist am engsten mit dem Gewöhnlichen Plattschwanz (Laticauda laticaudata) verwandt.

## Merkmale
L. crockeri weist einen ausgeprägten Sexualdimorphismus auf. Weibchen können eine Kopf-Rumpf-Länge (KRL) von bis zu 80 cm erreichen, während Männchen nur etwa 62 cm KRL erreichen. Die maximale Schwanzlänge beträgt bei beiden Geschlechtern etwa 9 cm. Die Art zeichnet sich durch eine dunkle, melanotische Färbung aus, im Gegensatz zu den auffällig gebänderten Mustern anderer Laticauda-Arten.

## Verbreitung und Lebensraum

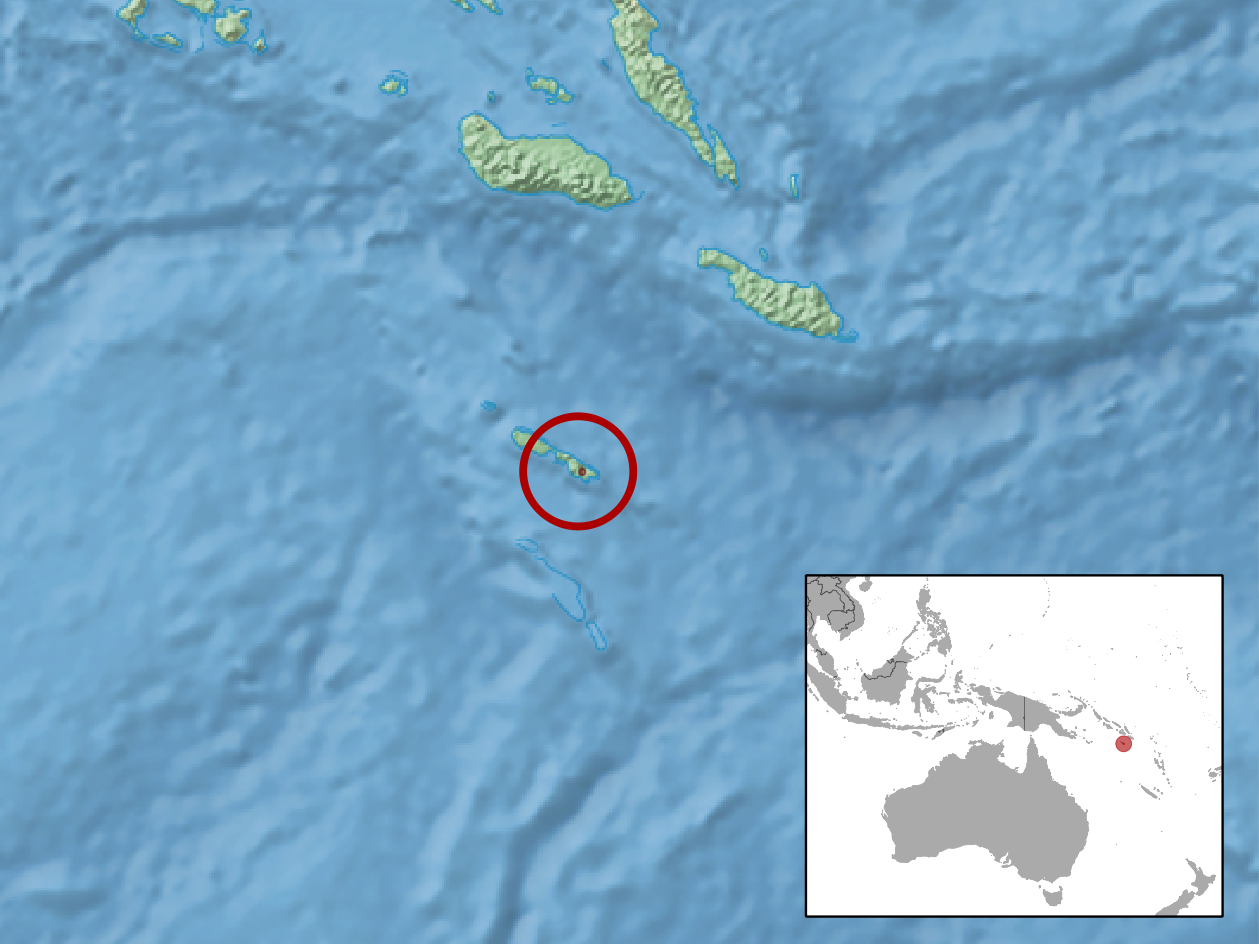
Verbreitungsgebiet

Die Crocker-Seeschlange ist endemisch im Tegano-See, einem Brackwassersee auf Rennell Island in den Salomonen. Sie ist eine von nur drei Seeschlangenarten, die ausschließlich im Süßwasser vorkommen.

## Lebensweise
Als Seeschlange ist L. crockeri an ein aquatisches Leben angepasst. Wie andere Plattschwänze ernährt sie sich hauptsächlich von Fischen, insbesondere von Aalartigen. Über das spezifische Fortpflanzungsverhalten von L. crockeri ist wenig bekannt, aber es wird vermutet, dass sie wie andere Laticauda-Arten ovipar ist.

## Giftigkeit
Obwohl keine spezifischen Daten zur Giftigkeit von L. crockeri vorliegen, gehören Plattschwänze zu den äußerst giftigen Schlangenarten. Ihr Gift wirkt neurotoxisch und bewirkt Lähmungserscheinungen bis hin zur Paralyse. Zudem muss mit einer Myolyse und sekundärer Nierenschädigung gerechnet werden.

## Gefährdung und Schutz
Aufgrund ihres extrem begrenzten Verbreitungsgebiets wird L. crockeri von der Internationalen Union für Naturschutz (IUCN) als „gefährdet“ (Vulnerable) eingestuft. Der Tegano-See gehört zum UNESCO-Weltnaturerbe East Rennell, was einen gewissen Schutzstatus für das Ökosystem bietet.